# Undulator (morse)
För en annan betydelse, se artikeln om synkrotronstrålning.

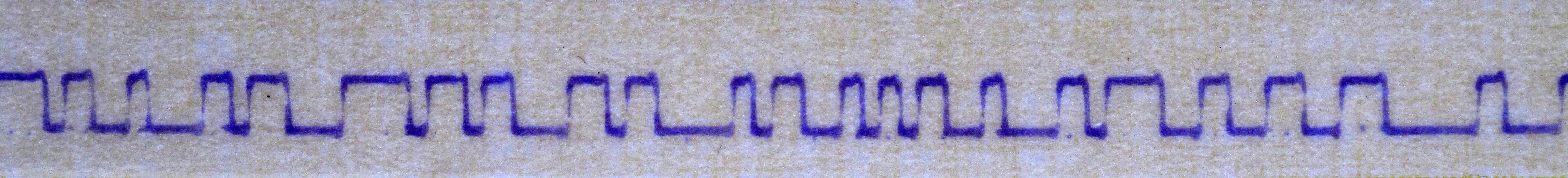
Utskrift från en undulator.

En undulator är en typ av morseskrivare där mottagna morsetecken registreras i form av en sick-sacklinje på en pappersremsa, som i jämn hastighet löper förbi ett ritande don. Detta don kan exempelvis utgöras av en bläckfylld kapillär som ligger i ständig kontakt med pappersremsan och ritar ett streck då denna rör sig. Andra änden av kapillären doppar i en bläckbehållare, och hålls på detta sätt ständigt fylld så länge det finns bläck i behållaren.
Med hjälp av en magnetisk anordning förflyttas kapillären ett litet stycke vinkelrätt mot remsans rörelseriktning i takt med de mottagna signalerna, och återgår till ursprungsläget med hjälp av någon fjäderanordning, då signalen upphör. Idealt ritas på detta sätt en fyrkantvåg, men i praktiken liknar det mest en sågtandvåg på grund av mottagningsstörningar och mekaniska ofullkomligheter i apparaturen.
Bläckets kvalitet är en kompromiss mellan motstridande krav:
- Det ska snabbt torka smetfritt på pappersremsan
- Det ska inte torka i bläckbehållaren
- Det ska ha en avpassad viskositet så att det flyter lätt i kapillären samtidigt som det ska "blöta" pappersremsan (ha låg ytspänning) utan att plumpa.

Det krävs specialbläck för att man ska få en balanserad kompromiss mellan alla krav.
Fördelen med en undulator är att den förmår återge telegrafisignaler i högre hastigheter än vad som är möjligt med en konventionell morseskrivare, som arbetar med diskontinuerliga streck.